# آلومینیوم ایزوپروپوکسید
آلومینیوم ایزوپروپوکسید (به انگلیسی: Aluminium isopropoxide) با فرمول شیمیایی C9H21O3Al یک ترکیب شیمیایی با شناسه پاب‌کم 11101 است. که جرم مولی آن ۲۰۴٫۲۵ گرم بر مول می‌باشد. شکل ظاهری این ترکیب، جامد سفید است.